# Нове Поріччя
Нове́ Порі́ччя — село в Україні, у Городоцькій міській територіальній громаді Хмельницького району Хмельницької області.

## Географія
У селі річка Безіменна впадає у річку Тростянець.

## Історія

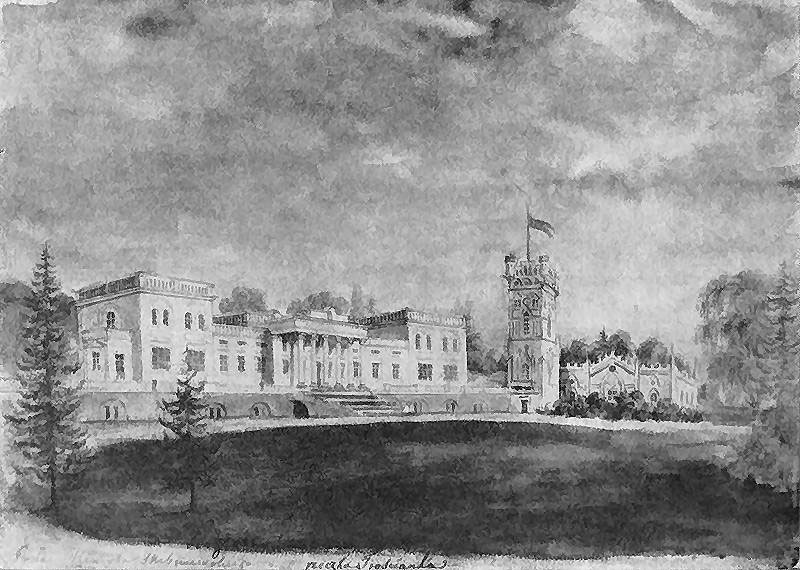
Палацовий комплекс магнатів Скибиневських

Заснував село 1762 року польський магнат Ян Якуб Замойський. Згодом воно належало до Мнішеків, Скібневських, Гейсмарів, графині Ігнатьєвої.
Наприкінці 19 століття Поріччя Нове налічувало 93 оселі та 930 мешканців. В селі була церква 1811 року будівництва, кілька млинів, воно було відоме великою броварнею (1876-1914).

До революції тут був палацовий комплекс, збудований Мнішхами, від якого залишився лише флігель. Сам палац можна побачити лише на акварелі Наполеона Орди.Палацовий комплекс у Новому Поріччі, ймовірно, почали зводити саме Мнішки. Це, зокрема, яскраво засвідчує величезних розмірів палацова цегла, характерна саме для кінця XVIII-го століття. Не виключено, що "старий" (неготичний) палац – відносно невеличкий будинок з високою баштою поруч, поставили ще Замойські.  Уявлення, як виглядав палац за часів Мнішків, можна скласти по так званій "Рогатій школі". Вона, до речі, присутня, що на одній з акварелей Орди, що на мідьориті Міхала Ключевського.Школою ця споруда стала у пореволюційні часи, а від початку використовувалася під заїзд (готель). Якщо поважне панство, яке приїздило в гості, зупинялося в палаці, то супроводжуючі їх посполиті — в заїзді. За іншою версією тут жив управитель маєтку.
Крім величного палацу Нове Поріччя славилося ще й пивом. Місцева броварня була однією з найпотужніших на Поділлі (більшою була лише Вінницька) та постачала продукцію в найбільші міста Імперії і навіть за її кордони. Популярністю місцеве пиво завдячувало надзвичайно смачній місцевій воді.
Броварню у 1876 р. звів Генрик Скибневський. Щоправда, вже наступного року свої ново-порічанські маєтності він продав російській графині Катерині Ігнатьєвій (правнучці фельдмаршала Кутузова, — того самого, який так доречно здав Москву Наполеону).Графиня господарством не переймалася і одразу ж здала броварню в оренду Леону Кляве. Леон Генріхович був відомим на все Поділля пивоваром. Згодом, заробивши Новому Поріччі стартовий капітал, він збудував броварню в Проскурові (тепер Хмельницький). Нині це досить відоме підприємство "Хмельпиво".З 1909 року броварнею володів херсонський адвокат Тимчинський, а її орендарем був В. Лемберґ, який на честь свого прізвища прикрасив пляшки зображенням лева який осідлав пивне барило. Правда тваринка вийшла більше схожою на мавпу. Тоді при 46 робітниках броварня щорічно виробляла пива на 85 000 рублів. Для порівняння: місячне жалування вчителя в школі складало 25 рублів, а у гімназії – 85.Броварня пропрацювала до серпня 1914 р. – з початком війни на всій території Російської імперії ввели "сухий закон" і пиво потрапило під заборону. По тому в пореволюційні роки її розграбували, а пусті корпуси розтягнули на будматеріали хазяйновиті подоляни.
7 (20) листопада 1917 року, відповідно до Третього Універсалу Української Центральної Ради, увійшло до складу Української Народної Республіки.
27 жовтня 1921 під час Листопадового рейду у Новому Поріччі зупинилася на ночівлю Подільська група армії УНР (командир — Михайло Палій-Сидорянський).
12 червня 2020 року, відповідно до розпорядження Кабінету Міністрів України № 727-р «Про визначення адміністративних центрів та затвердження територій територіальних громад Хмельницької області», увійшло до складу Городоцької міської громади.
19 липня 2020 року, в результаті адміністративно-територіальної реформи та ліквідації Городоцького району, увійшло до складу новоутвореного Хмельницького району.
Колишній орган місцевого самоуправління — Новопорічанська сільська рада. Зараз Новопорічанський старостинський округ, до якого входить три села: Басівка, с. Старе Поріччя та с. Нове Поріччя
Звісно, що Нове Поріччя то не різноманітний та переповнений пам’ятками Кам’янець-Подільський, який цілком може бути самодостатнім і єдиним пунктом туристичного маршруту. Екс-столицю подільського пивоваріння варто відвідувати лише у рамках комплексного туру. Для поціновувачів мандрів "нерозкрученими" куточками України (там де немає натовпів туристів, продавців магнітиків та шашликів) Нове Поріччя може стати квіткою в цілому букеті цікавих та непопсових місць. 
Населення становить 660 осіб.

### Мова
Розподіл населення за рідною мовою за даними перепису 2001 року:
| Мова       | Кількість | Відсоток |
| ---------- | --------- | -------- |
| українська | 656       | 99.39%   |
| російська  | 4         | 0.61%    |
| Усього     | 660       | 100%     |

## Відомі люди
- Скібневський Віктор[pl] — великий землевласник 19 століття, голова мирових і межових судів Проскурівського повіту (був власником села)[1].

### Уродженці села
- Газін Володимир Прокопович — український історик.

## Галерея

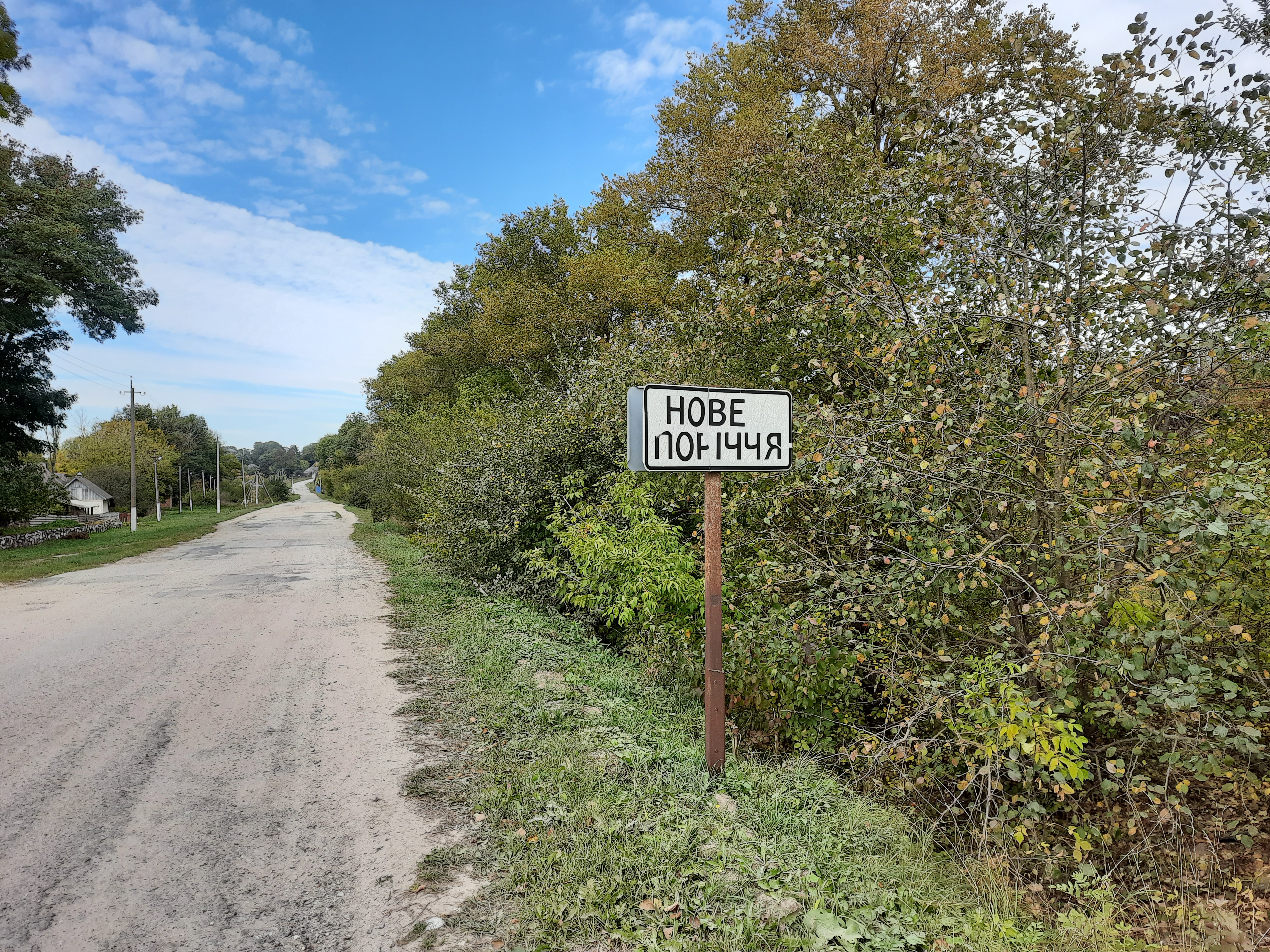
Дорожній знак при в'їзді в село
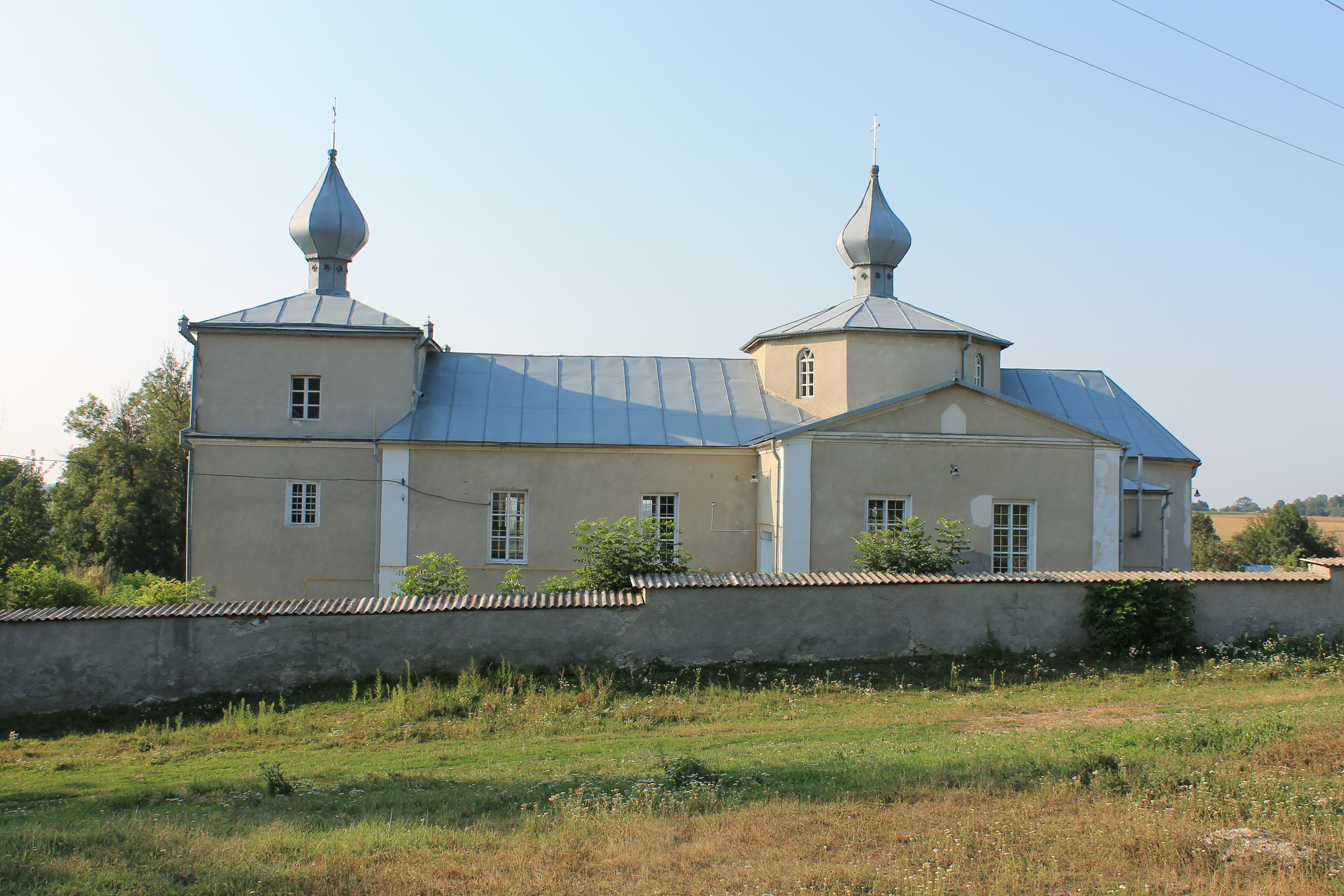
Церква
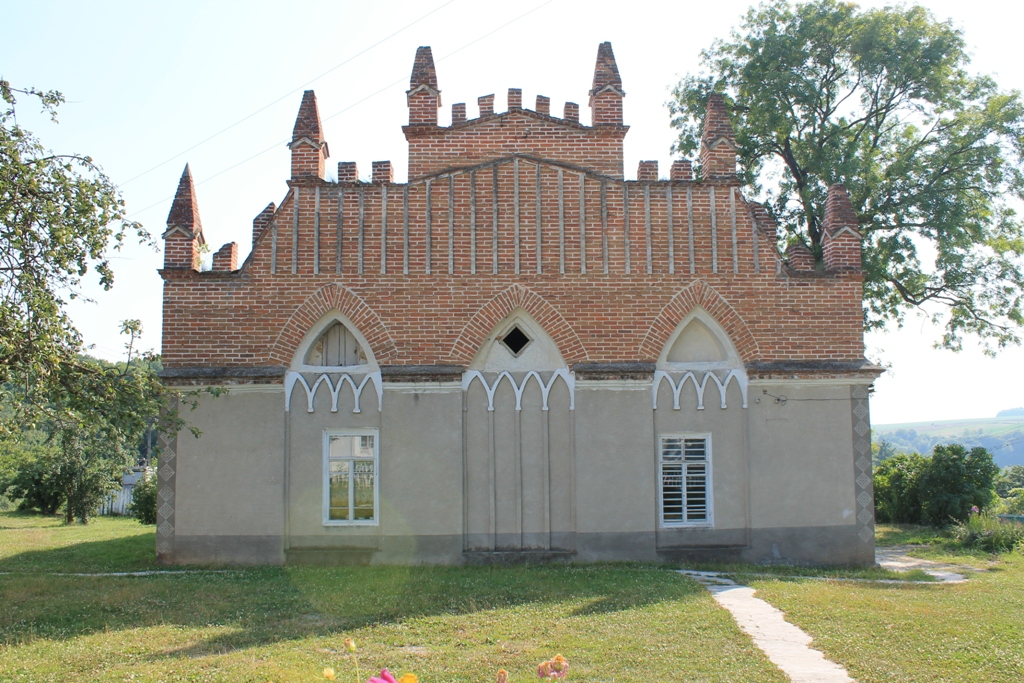
Флігель
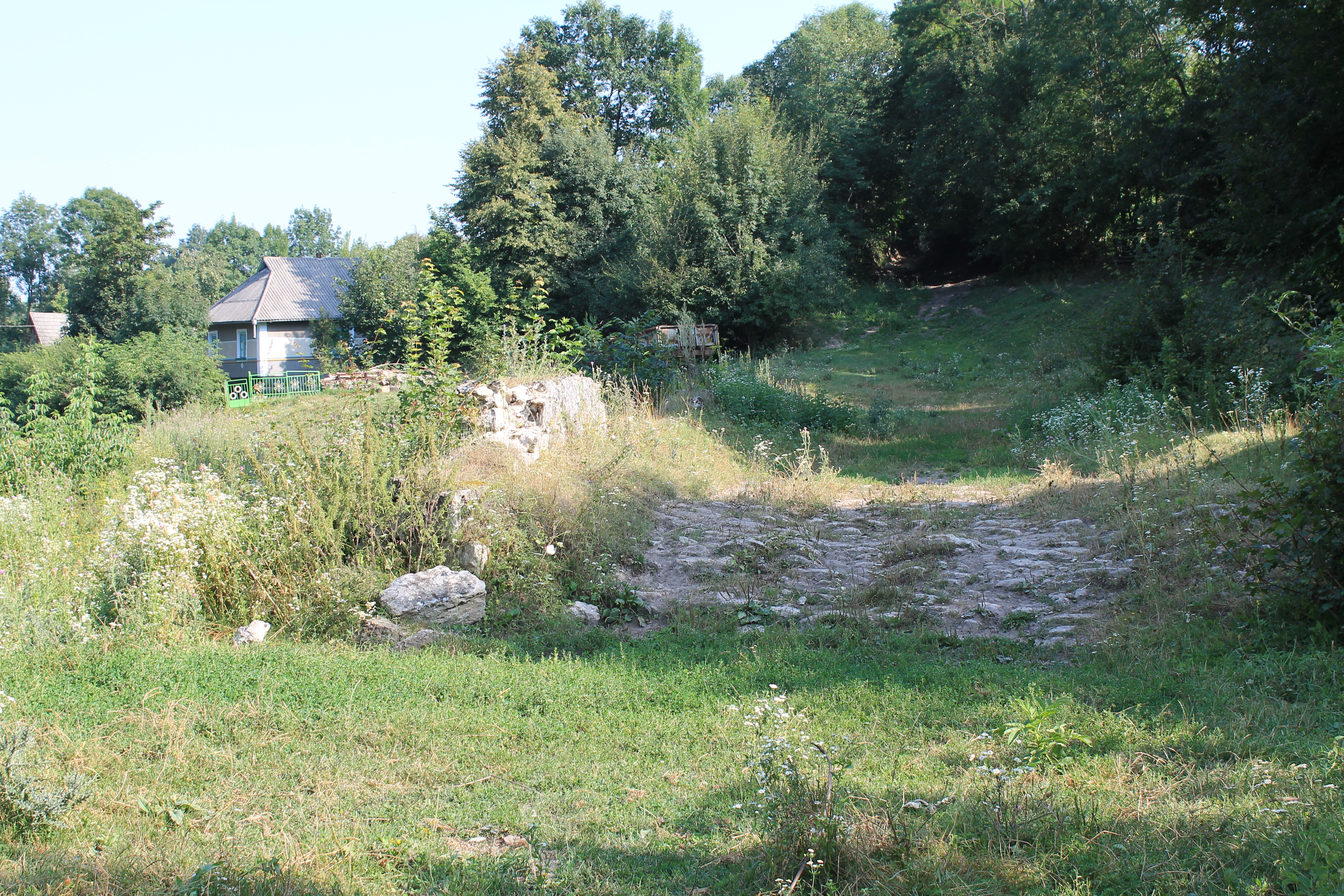
Старий міст
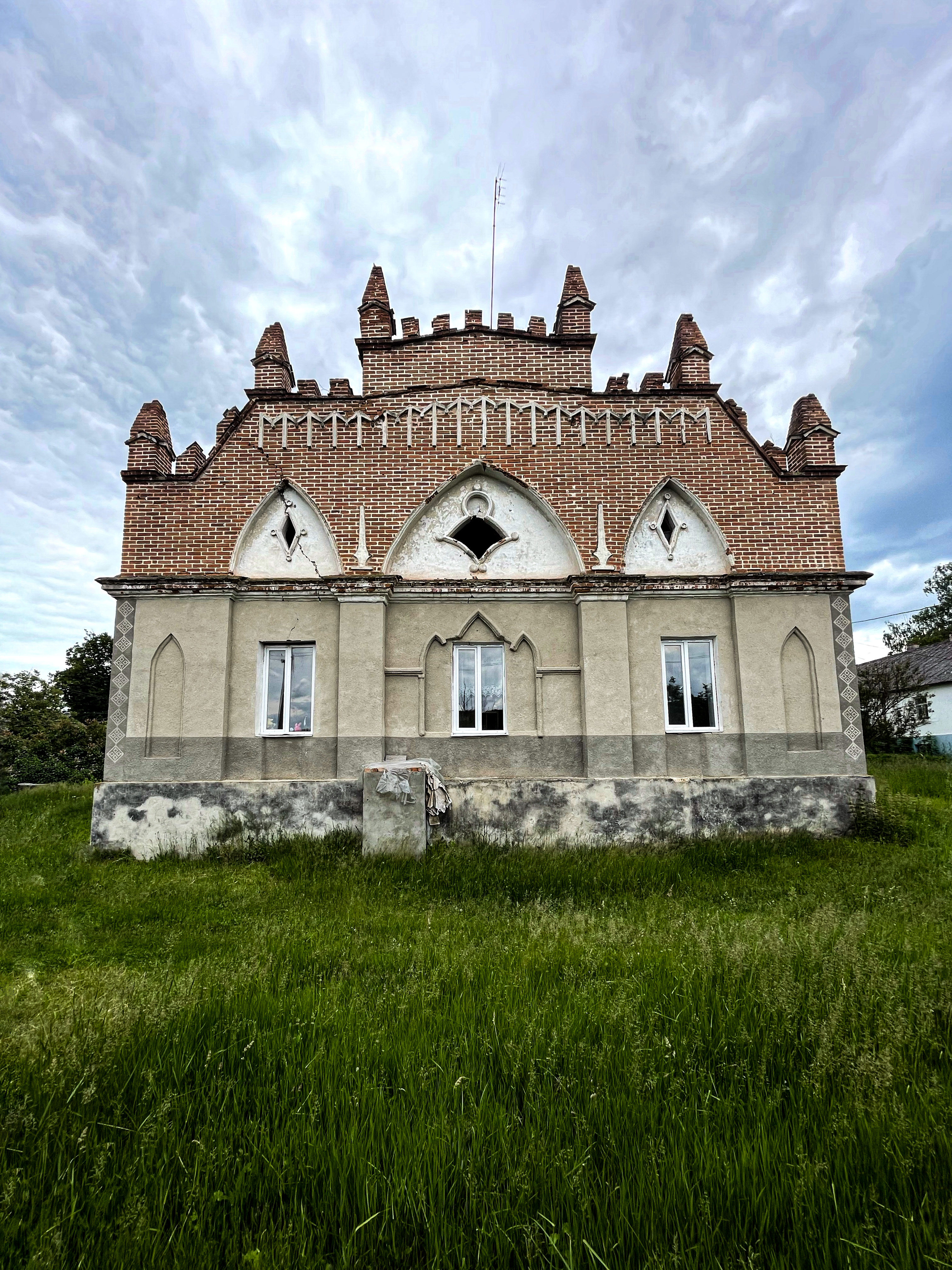
Флігель
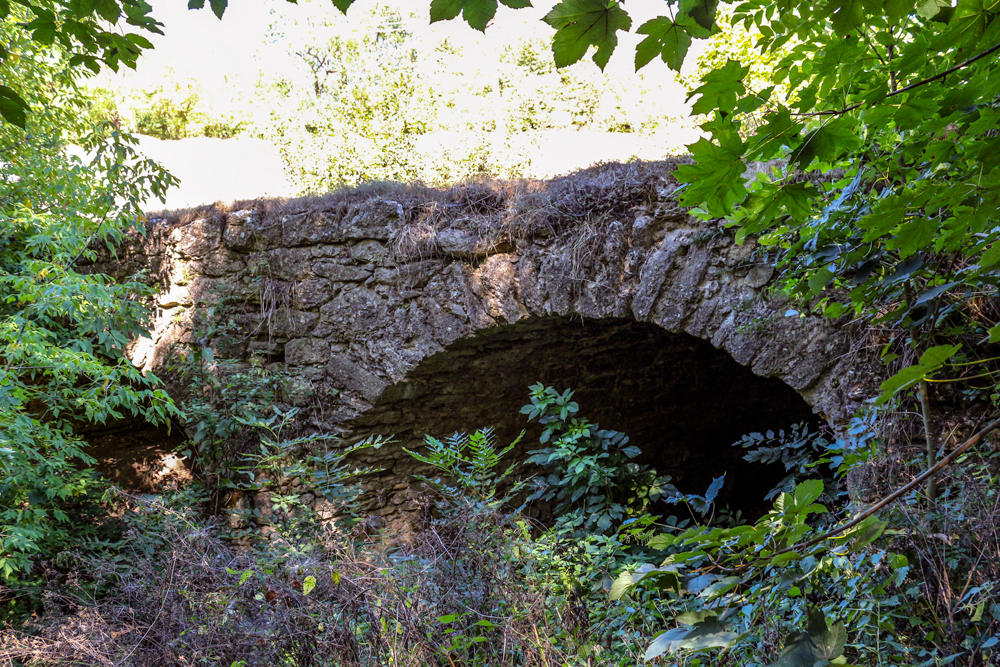
Міст Нове Поріччя
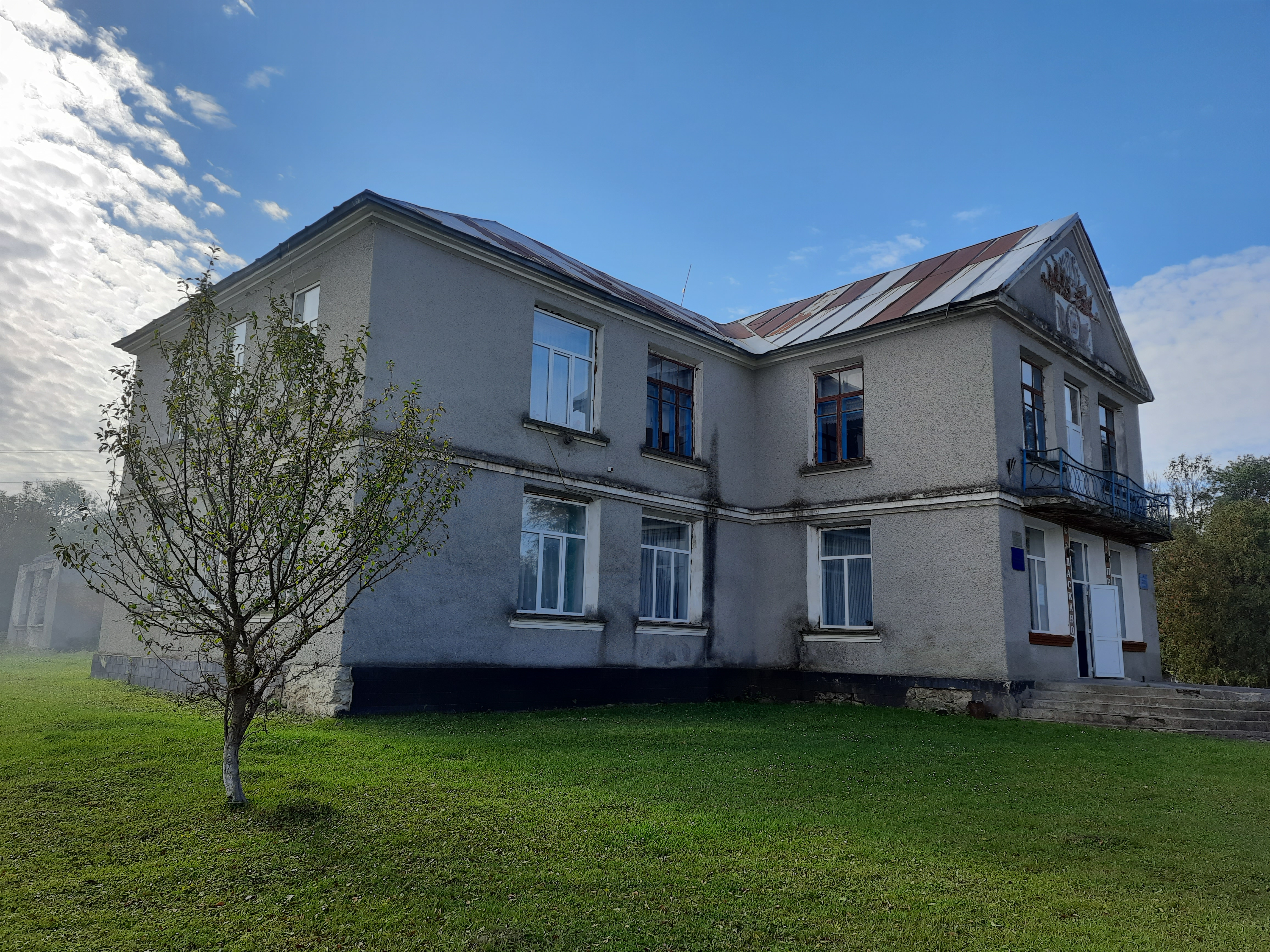
Клуб
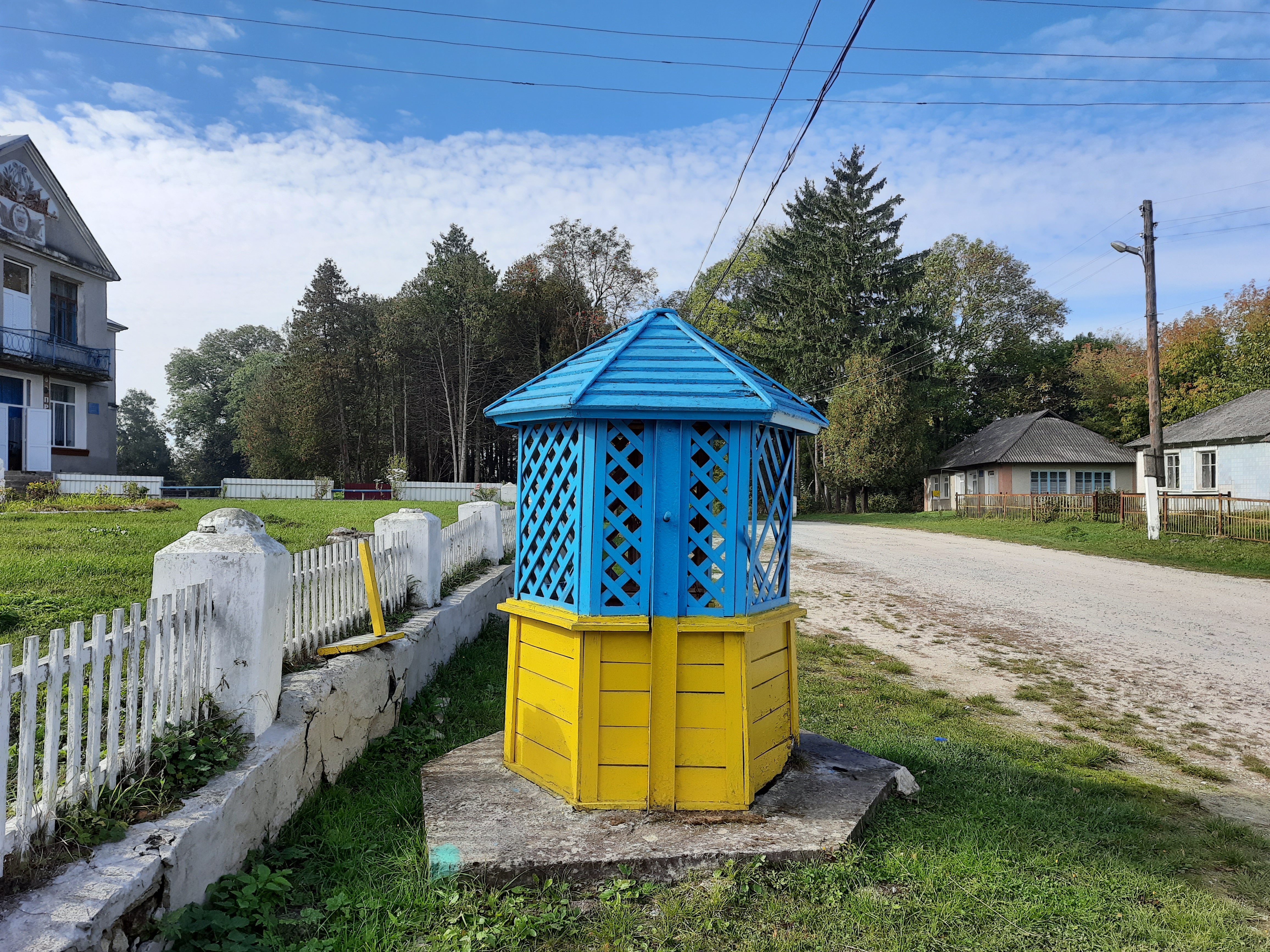
В центрі села
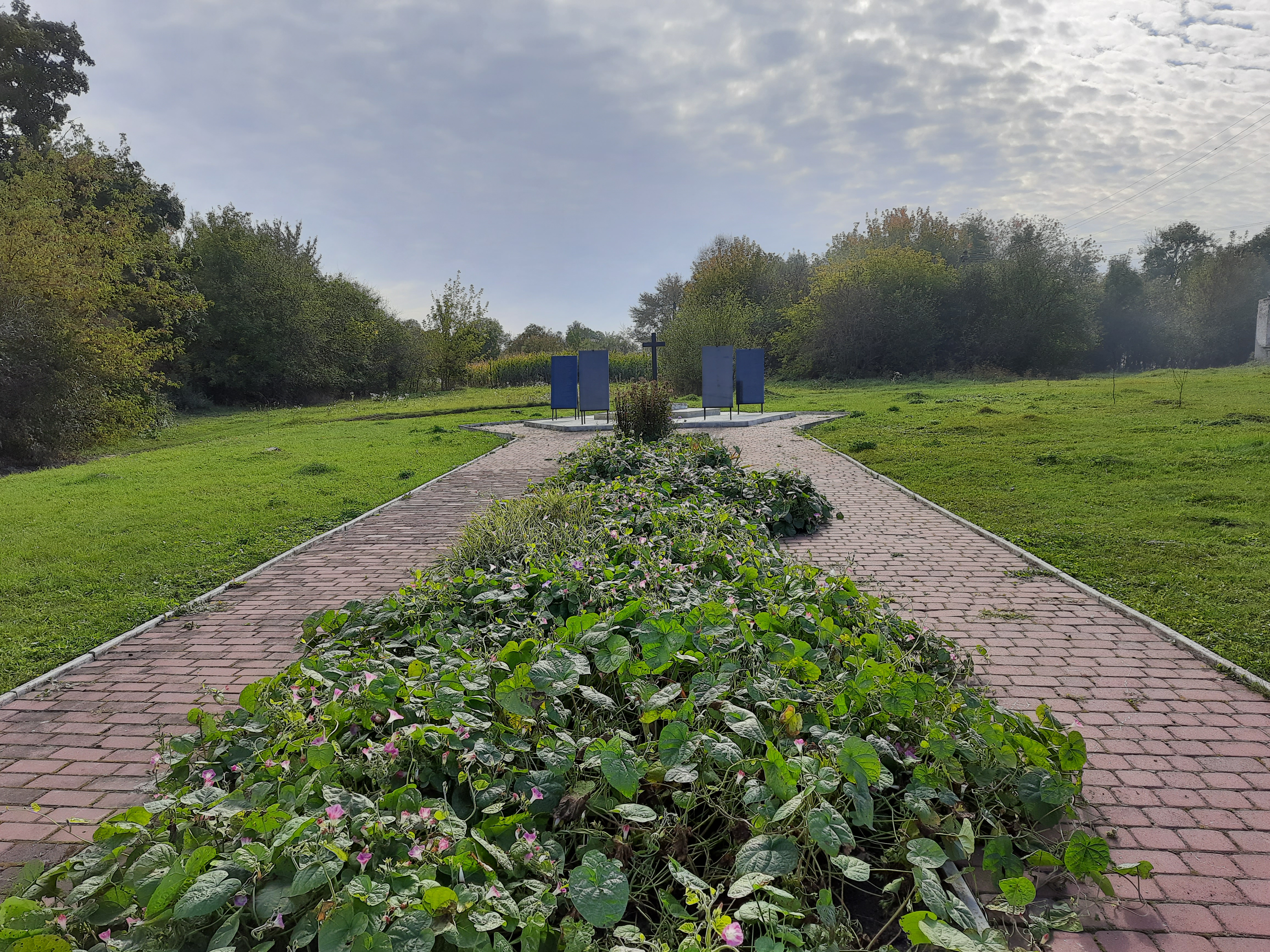
Пам'ятний знак на честь воїнів-односельців
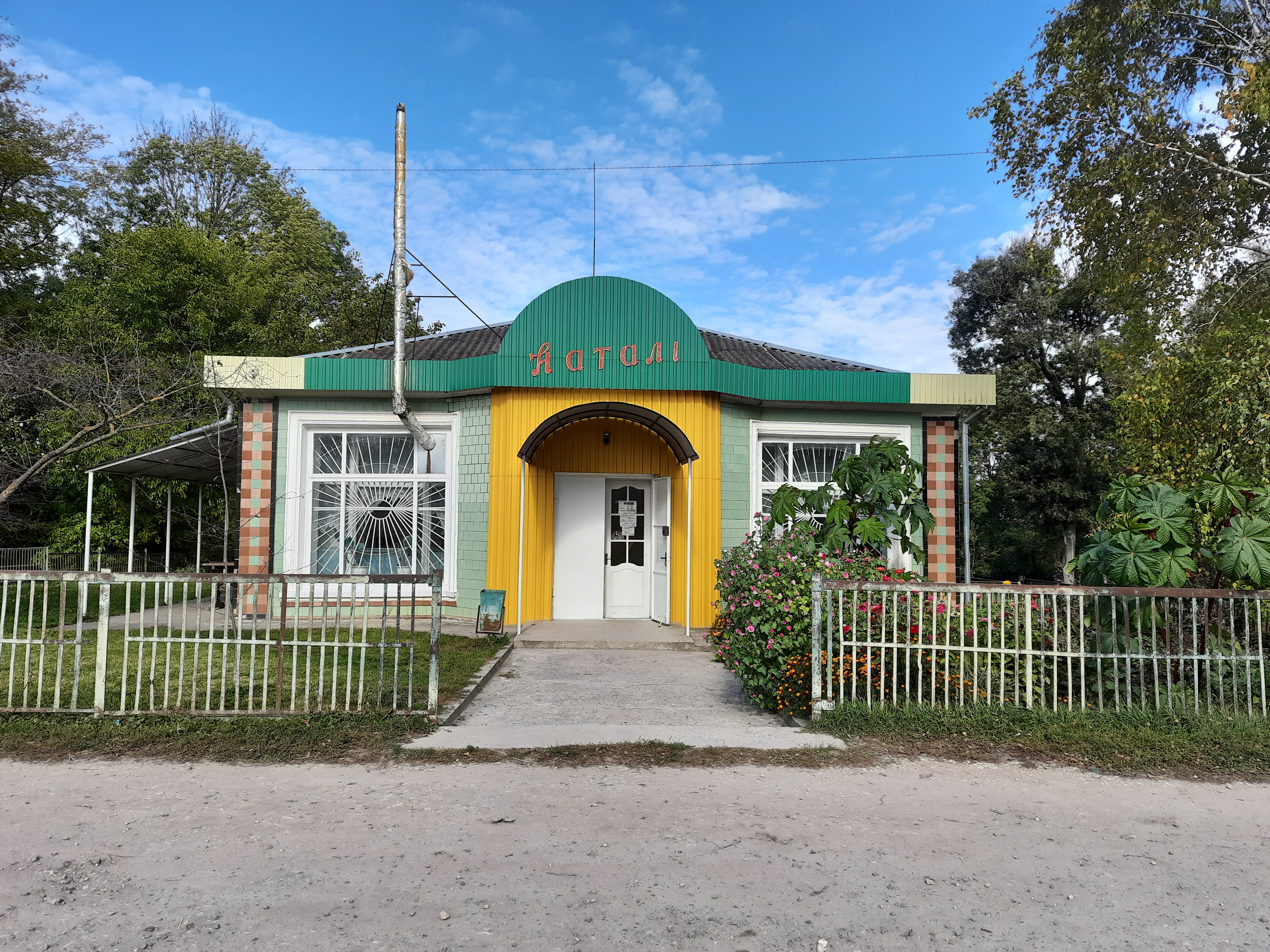
Крамниця